# آزاد رحیمف
آزاد رحیمف (ترکی آذربایجانی: Azad Arif oğlu Rəhimov (زادهٔ ۸ اکتبر ۱۹۶۴ – درگذشتهٔ ۳۰ آوریل ۲۰۲۱) سیاستمدار اهل جمهوری آذربایجان و وزیر ورزش و جوانان این کشور بود.

## زندگی‌نامه
آزاد رحیمف در ۸ اکتبر سال ۱۹۶۴ در شهر باکو در خانواده کلفت زاده شد. در سال ۱۹۷۱ وارد دبیرستان شماره ۱۳۴ در باکو شد. در سال ۱۹۸۱، از این دبیرستان فارغ‌التحصیل و وارد رشته زبان و ادبیاتت انگلیسی دانشگاه زبان آذربایجان گردید. در سال ۱۹۸۶، از دانشگاه یادشده دانش‌آموخته شد.
کارنامه شغلی خود را در سال ۱۹۸۶ به عنوان دبیر «کومسومول» در دبیرستان شماره ۲۴۵ واقع در حومه «خطایی» باکو آغاز نمود. بین سال‌ها ۱۹۸۶ الی ۱۹۸۷ در مسکو سربازی کرد. از سال ۱۹۸۹ تا ۱۹۹۰، ریاست «کمیته سازمان‌های جوانان» را عهده‌دار شد. از سال ۱۹۹۴ تا ۲۰۰۶ به ترتیب به عنوان مدیر عامل در دو شرکت خصوصی فعالیت داشت.
در ۷ فوریه سال ۲۰۰۶، به دستور رئیس‌جمهوری آذربایجان به زمام‌داری وزارت ورزش و جوانان این کشور رسید.
آزاد رحیمف ۳۰ آوریل سال ۲۰۲۱ بر اثر تحمل طولانی‌مدت بیماری‌های سرطان ریه و سیروز در سن ۵۶ سالگی در ایالات متحده آمریکا درگذشت.